# Secret Number
Secret Number (em coreano:  시크릿넘버) (estilizado como SECRET NUMBER) é um grupo feminino multinacional sul-coreano formado pela Vine Entertainment em 2020. O grupo é composto por seis integrantes: Léa, Dita, Jinny, Soodam, Minji e Zuu. O grupo estreou em 19 de maio de 2020 com o single álbum Who Dis?.

## História

### 2020: Estreia comWho This?eGot That Boom
Em 17 de dezembro de 2019, a Vine Entertainment provocou a estreia de seu novo grupo feminino, confirmando que elas tinham 100 dias até sua estreia em 26 de março de 2020. No entanto, em 12 de março de 2020, a Vine Entertainment atrasou a estreia do grupo para uma data posterior devido à pandemia de COVID-19.
Em 29 de abril, a agência revelou o nome do novo grupo como Secret Number e abriu a conta do grupo nas redes sociais. Em 6 de maio, foi revelado em um artigo do Naver que o grupo estrearia oficialmente em 19 de maio com o single "Who Dis?"
Elas estrearam oficialmente em 19 de maio e realizaram seu showcase de estreia no mesmo dia.
Em 22 de outubro, a agência anunciou que o grupo faria seu retorno com seu segundo single álbum Got That Boom em 4 de novembro.

## Integrantes
- Léa (em coreano:  레아), nascida como Ogawa Mizuki (em japonês:  小川 美月) em Tóquio, Japão, em 12 de agosto de 1995 (29 anos).
- Dita (em coreano:  디타), nascida como Anak Agung Ayu Puspa Aditya Karang em Joguejacarta, Indonésia, em 25 de dezembro de 1996 (28 anos).
- Jinny (em coreano:  진희), nascida como Jinny Park em Condado de Orange, Califórnia, Estados Unidos, em 20 de janeiro de 1998 (27 anos).
- Soodam (em coreano:  수담), nascida como Lee Soo-dam (em coreano:  이수담) em Seul, Coreia do Sul, em 9 de novembro de 1999 (25 anos).
- Zuu (em coreano: 주), nascida como Ji Yeongju em Coréia do Sul, em 24 de março de 2000 (21 anos).
- Minji (em coreano: 민지), nascida como Park Minji em Yongin, Gyeonggi, Coreia do Sul, em 31 de março de 1999 (22 anos).

## Ex-integrantes
- Denise (em coreano:  데니스), nascida como Denise Kim em Houston, Texas, Estados Unidos, em 11 de janeiro de 2001 (24 anos)  - anunciou sua saída em fevereiro de 2022.[6]

## Discografia

### Singleálbuns
| Título        | Detalhes | Melhores posições nas tabelas | Vendas    |
| Título        | Detalhes | COR                           | Vendas    |
| ------------- | --- | ----------------------------- | --------- |
| Who Dis?      | - Lançamento: 19 de maio de 2020 - Gravadora:, Vine Entertainment - Formatos: CD, download digital, streaming Lista de faixas 1. Who Dis? 2. Holiday        | 19                            | - : 6,178 |
| Got That Boom | - Lançamento: 4 de novembro de 2020 - Gravadora: Vine Entertainment - Formatos: CD, download digital, streaming Lista de faixas 1. Got That Boom 2. Privacy | 20                            | ASA       |
| Fire Saturday | |                               |           |

### Singles
| Título                                                                                   | Ano  | Melhores posições nas tabelas | Álbum         |
| Título                                                                                   | Ano  | COR                           | Álbum         |
| ---------------------------------------------------------------------------------------- | ---- | ----------------------------- | ------------- |
| "Who Dis?"                                                                               | 2020 | —                             | Who Dis?      |
| "Got That Boom"                                                                          | 2020 | —                             | Got That Boom |
| "—" indica lançamentos que não figuraram nas paradas ou não foram lançados nessa região. |      |                               |               |

### Vídeos musicais
| Título          | Ano  | Diretor(es)            | Notas  |
| --------------- | ---- | ---------------------- | ------ |
| "Who Dis?"      | 2020 | Hong Won-ki (Zanybros) | [ 10 ] |
| "Got That Boom" | 2020 | Hong Won-ki (Zanybros) | [ 11 ] |

## Prêmios e indicações

### Ten Asian Awards
| Ano  | Categoria                                     | Resultado | Ref.   |
| ---- | --------------------------------------------- | --------- | ------ |
| 2020 | Os 10 Melhores Artistas (Região da Indonésia) | Venceu    | [ 12 ] |

### Asia Artist Awards
| Ano  | Categoria                    | Resultado | Ref.   |
| ---- | ---------------------------- | --------- | ------ |
| 2020 | Melhor Novo Artista Feminino | Venceu    | [ 13 ] |

### Mnet Asian Music Awards
| Ano  | Categoria                    | Recipiente(s) | Resultado | Ref.   |
| ---- | ---------------------------- | ------------- | --------- | ------ |
| 2020 | Melhor Novo Artista Feminino | Secret Number | Pendente  | [ 14 ] |
| 2020 | Artista do Ano               | Secret Number | Pendente  | [ 14 ] |
| 2020 | Ícone Mundial do Ano         | Secret Number | Pendente  | [ 14 ] |